# Антропоним
Антропо́ним (др.-греч. ἄνθρωπος — человек и ὄνομα — имя) — единичное имя собственное или совокупность имён собственных, идентифицирующих человека.
В более широком смысле это имя любой персоны: вымышленной или реальной.

## Этимология антропонимов
По исконному значению и происхождению антропонимы в массе своей представляют собой обиходные слова. Некоторые из них до сих пор сохранили смысл в языке-носителе (например Вера, Надежда, Любовь), другие же его в настоящее время не имеют.

## Типы антропонимов
- Личное имя (имя при рождении)
- фамилия (родовое или семейное имя)
- отчество (патроним — именования по отцу, деду и т. д.)
- матчество (матроним — именования по матери)
- андроним (имя женщины по имени, прозвищу либо фамилии её мужа)
- мононим
- прозвище
- псевдонимы различных типов, которые могут быть как индивидуальными, так и групповыми
- никнейм (псевдоним в Интернете)
- криптоним (скрываемое имя)
- антропонимы литературных произведений (литературная антропонимика), героев в фольклоре, в мифах и сказках
- антропонимы — производные этнонимов (названий наций, народов, народностей)

## Антропонимикон
Каждый этнос в каждую эпоху имеет свой антропонимикон — реестр личных имён. Совокупность антропонимов называется антропонимией. Наука, изучающая антропонимы, называется антропонимика.